# Joseph Brockmann
Joseph Brockmann (* 24. November 1890 in Beverungen; † 24. Dezember 1975 in Paderborn) war ein deutscher römisch-katholischer Priester.

## Leben
Brockmann legte 1911 am Gymnasium Theodorianum in Paderborn das Abitur ab. Er studierte Katholische Theologie in Paderborn, Freiburg (Schweiz) und München. Die Priesterweihe empfing er am 14. April 1916 in Paderborn.
Er war zunächst Vikar in Langendreer, dann bis 1923 Präfekt des Konvikts, eines Schulinternat für Schüler des Gymnasiums Marianum, in Warburg. Von 1924 bis 1939 war er Präses des Erzbischöflichen Knabenseminars in Paderborn. 1942 ging er als Pfarrer nach Brakel. In Nachfolge von Paul Simon wählte ihn das Paderborner Metropolitankapitel 1947 zum Nachfolger im Amt des Dompropsts. Daneben leitete er ab 1947 die Schulabteilung des Generalvikariats. Brockmann erwarb sich in der Nachkriegszeit große Verdienste bei der Rettung von Kunstschätzen und beim Wiederaufbau des Paderborner Doms. Er resignierte 1971. Sein Grab befindet sich auf dem Kapitelsfriedhof im Kreuzgang des Doms.
Brockmann war seit 1912 Mitglied der katholischen Studentenverbindung KDStV Teutonia Fribourg.

## Werke
- Karolus Magnus et Leo papa. Ein Paderborner Epos vom Jahre 799. Mit Beiträgen von Helmut Beumann, Franz Brunhölzl und Wilhelm Winkelmann, hg. [und übersetzt] von Joseph Brockmann (Studien und Quellen zur Westfälischen Geschichte 8), Paderborn 1966, S. 88/89–94/95, Z. 426–539.

## Ehrungen
- 1950: Päpstlicher Hausprälat
- 1963: Apostolischer Protonotar
- 1964: Großes Verdienstkreuz der Bundesrepublik Deutschland